# Багира

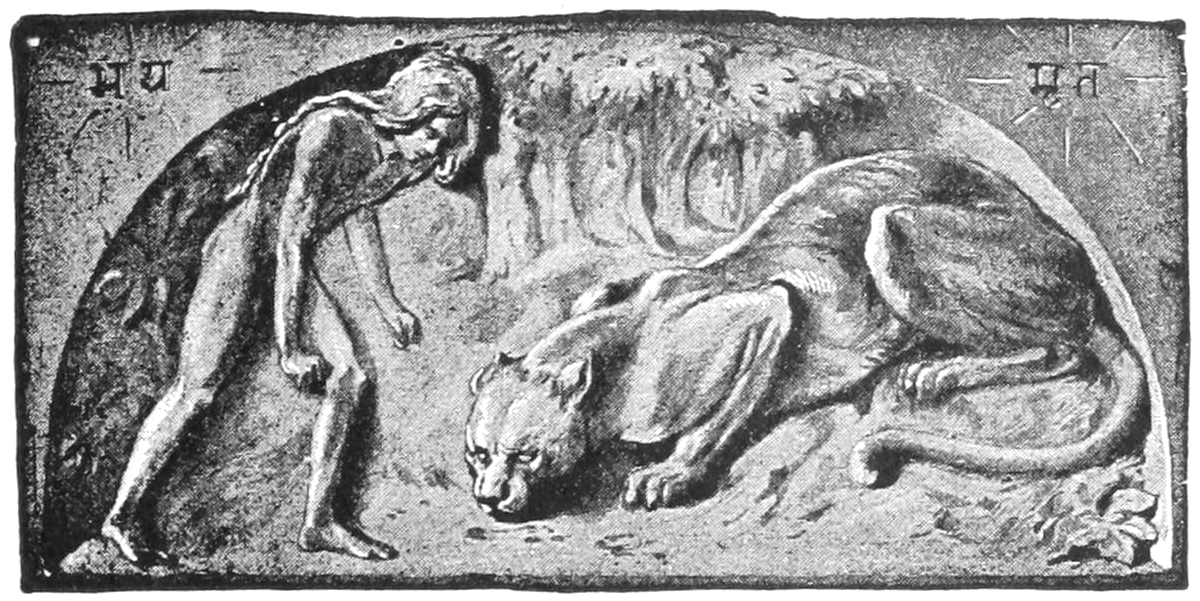
Багира и Маугли. «Книга джунглей». 1895 год

Баги́ра (англ. Bagheera) — говорящая пантера, персонаж из сборника рассказов «Книга джунглей» английского писателя Редьярда Киплинга, вымышленная пантера, друг Маугли.

## Имя
Согласно самому Киплингу, Багира — это «леопард» (хинди बघीरा), а также это гипокористическое имя от Bagh (बाघ), тигр (у некоторых народов России это имя встречается в форме «Багир»). Однако Жан Перро утверждает, что в случае этого имени Киплинг вдохновлялся древнеегипетским трактатом «Беседа разочарованного со своим Ба».

## Мнения критиков
По словам Дж. Макмастер, Багира — часть «Троицы» воспитателей Маугли и олицетворяет собой любовь, в то время как Балу и Каа соответствуют дипломатичности и мастерству.

## Трансформация в переводах и адаптациях
В «Книге джунглей» Киплинга Багира — самец, но в русских переводах Евгении Чистяковой-Вэр и Нины Дарузес, а также в польском переводе Багира — самка.
Образ Багиры у Киплинга, по мнению М. Елифёровой, является однозначным и олицетворяет собой героя-воина. Отношения Багиры с Шер-Ханом образуют противостояние «герой — злодей». 
Аналогичное превращение в русской культуре произошло с персонажем сказки Киплинга «Кот, который гулял, где хотел» (англ. The Cat that Walked by Himself): по ней в 1988 году был снят мультфильм «Кошка, которая гуляла сама по себе». В более раннем мультфильме 1968 года «Кот, который гулял сам по себе» тот же персонаж сохранил мужской пол.

## История персонажа
Место рождения Багиры — в неволе, в зверинце раджи в Удайпуре. После смерти матери Багира начинает тосковать по свободе. Со временем, выросши и став сильнее, Багира ломает замок клетки и сбегает в джунгли. Всё это Багира однажды рассказывает Маугли, и показывает на шее под подбородком бесшерстное место — след от ошейника. Никто, кроме Багиры и Маугли, не знает о прежней жизни пантеры в неволе.
У Багиры, чья ранняя пора жизни прошла среди людей, есть понимание того, что человек — царь зверей, поэтому Багира первым из обитателей джунглей признаёт Маугли.